# 210 (numero)
Duecentodieci è il numero naturale che succede al 209 e precede il 211.

## Proprietà matematiche
- È un numero pari.
- È un numero composto con sedici divisori: 1, 2, 3, 5, 6, 7, 10, 14, 15, 21, 30, 35, 42, 70, 105 e 210. Poiché la somma dei suoi divisori (escluso il numero stesso) è 336 > 210, è un numero abbondante.
- È un numero oblungo (210 = 14 x 15).
- È un numero semiperfetto in quanto pari alla somma di alcuni (o tutti) i suoi divisori.
- È il ventesimo numero triangolare, la somma degli interi da 1 a 20.
- È inoltre un numero pentagonale e un numero 71-gonale.
- È il secondo più piccolo numero maggiore di 1 ad essere contemporaneamente triangolare e pentagonale. Il successivo è 40755.
- È un numero pentatopico.
- È un numero scarsamente totiente.
- È un primoriale, essendo il prodotto dei primi quattro numeri primi (210 = 2 x 3 x 5 x 7).
- È un numero idoneo.
- È un numero malvagio.
- È la somma di otto numeri primi consecutivi (210 = 13 + 17 + 19 + 23 + 29 + 31 + 37 + 41).
- È un numero di Harshad (in base 10), essendo divisibile per la somma delle sue cifre.
- È un numero intoccabile, non essendo la somma dei divisori propri di nessun altro numero.
- È parte delle terne pitagoriche (72, 210, 222), (112, 210, 238), (126, 168, 210), (176, 210, 274), (200, 210, 290), (210, 280, 350), (210, 416, 466), (210, 504, 546), (210, 720, 750), (210, 1216, 1234), (210, 1568, 1582), (210, 2200, 2210), (210, 3672, 3678), (210, 11024, 11026).
- È il più piccolo tetraprimo, ovvero il più piccolo numero naturale ricavabile dal prodotto di 4 numeri primi distinti.
- È un numero palindromo nel sistema posizionale a base 11 (181) e in quello a base 20 (AA). In quest'ultima base è altresì un numero a cifra ripetuta.
- È un numero pratico.
- È un numero congruente.

## Astronomia
- 210P/Christensen è una cometa periodica del sistema solare.
- 210 Isabella è un asteroide della fascia principale del sistema solare.
- NGC 210 è una galassia spirale della costellazione della Balena.

## Astronautica
- Cosmos 210 è un satellite artificiale russo.

## Altri ambiti
- L'additivo alimentare E210 è il conservante acido benzoico.

## Rappresentazioni alternative
210 viene così espresso in altri sistemi di numerazione:
- In greco: σι
- In arabo: ٢١٠
- In cinese: 二百一十
- In ebraico: רי